# Bobby Troup
Robert William Troup Jr. (Harrisburg, 18 ottobre 1918 – Los Angeles, 7 febbraio 1999) è stato un attore, pianista e cantautore statunitense, famoso per aver composto la canzone (Get Your Kick On) Route 66 e per aver partecipato alla serie TV Squadra emergenza.

## Biografia
Nato in Pennsylvania, ha studiato economia prima di intraprendere, all'inizio degli anni '40, la carriera di musicista. Uno dei suoi primi successi, ossia Daddy, è stato registrato da Sammy Kaye, The Andrews Sisters e da Frank Sinatra con Connie Haines.
Nel 1942 si sposa per la prima volta con Cynthia Hare.
Nel 1946 Nat King Cole ottiene il successo con un brano scritto da Troup, ossia (Get Your Kicks On) Route 66, canzone che viene reinterpretata negli anni a seguire anche da Rolling Stone, Chuck Berry e Depeche Mode (B-side di Behind the Wheel).
Nel 1954 divorzia dalla sua prima moglie, con cui aveva avuto due bambini, e nel dicembre 1959 si sposa con Julie London, con la quale rimarrà legato fino alla morte.
Nel 1955 produce un altro successo dal titolo Cry Me a River. Nello stesso anno compare nello show televisivo Musical Chairs. Nel corso degli anni '50 registra per diverse etichette tra cui RCA Records e collabora con molti musicisti jazz della West Coast. Sempre negli anni '50, come attore, ha preso parte a diversi film come I cinque penny, L'alto prezzo dell'amore, Number One e Ritmo diabolico.
Ha anche scritto il brano The Girl Can't Help It (cantata da Little Richard) presente nel film omonimo.
Nel 1969 collabora con Tommy Leonetti per My City of Sydney. Nel 1970 recita nel film M.A.S.H.
Nel periodo 1972-1979 interpreta il Dottor Joe Early nella serie TV Squadra emergenza, recitando il oltre 120 episodi.
È morto nel febbraio 1999 a Los Angeles.

## Discografia
- 1955 Bobby Troup
- 1955 Bobby Troup Sings Johnny Mercer
- 1955 The Distinctive Style of Bobby Troup
- 1955 Bobby Troup and His Trio
- 1955 The Feeling of Jazz
- 1956 Do Re Mi
- 1957 Bobby Swings Tenderly
- 1957 Sings Johnny Mercer
- 1957 In a Class Beyond Compare
- 1958 Stars of Jazz
- 1958 Here's to My Lady
- 1958 Bobby Troup and His Jazz All-Stars
- 1959 Cool

## Filmografia parziale

### Cinema
- Non c'è posto per i vigliacchi (First to Fight), regia di Christian Nyby (1967)

### Televisione
- Perry Mason – serie TV, episodi 2x18-5x03-8x29 (1959-1965)
- Surfside 6 – serie TV, episodio 2x32 (1962)
- Squadra emergenza (Emergency!) – serie TV, 126 episodi (1972-1978)